# Удмуртские Ташлы
 Удмуртские Ташлы  — село в Бавлинском районе Татарстана. Входит в состав Удмуртско-Ташлинского сельского поселения.

## География
Находится в юго-восточной части Татарстана на расстоянии приблизительно 12 км по прямой на юг-юго-запад от районного центра города Бавлы у речки Сула.

## История
Основано в начале XIX века. Упоминалось также как Заитово Узла.

## Население
Постоянных жителей было: в 1859—239, в 1889—323, в 1897—433, в 1910—505, в 1920—449, в 1926—525, в 1949—439, в 1958—520, в 1970—396, в 1979—315, в 1989—324, в 2002 − 333 (удмурты 74 %), 333 в 2010.